# Свети Никола (Вранче)
Вижте пояснителната страница за други значения на Свети Никола.
„Свети Никола“ (на македонска литературна норма: „Свети Никола“) е православна възрожденска църква в прилепското село Вранче, Северна Македония. Църквата е под управлението на Преспанско-Пелагонийската епархия на Македонска православна църква.
Църквата е разположена в центъра на селото. Пред входа, от западната страна има много антични мраморни надгробни стели.
Църквата е дело на българската община и според надписа над южния вход отвътре е издигната в 1874 година при „патриарх“ Антим I Български (като титлата му Български е издрана в надписа по-късно) и изписана в 1875 година от майстор Петре и сина му Глигур от Тресонче. Енорийски свещеник е „папа Ристе“, а еклисиарх Тоше. Църковни настоятели и заслужили за изграждането на църквата са: Аризанко, Найдо Гайда, Йосиф, Найдо Костадинов, Стойан Боте, Мирче, Богдан, Иван, Петко, Тале и всички селяни вранчани. Над тремот има втори надпис за спомен на покойните Блажко и Васил Трайкови от 1913/15 година, които подарили „два каменни дирека“ за црквата.
Църквата представлява еднокорабна сграда, с петостранна апсида отвън на източната страна и галерия на кат от западната. На западната страна има дограден трем, над който има камбанария. В началото на ХХ век старата живопис е покрита с нова. Църквата е реставрирана в 1926 година от Милан М. Дукич от Осой, Дебърско, но реконструкцията е лошо направена и оригиналните стенописи са повредени.